# Ladislas Smid
Ladislas Smid (genannt Ladislas Siklo oder kurz Siklo; * 1. Mai 1915 in Budapest; † 24. September 1990) war ein französischer Fußballspieler und späterer -trainer ungarischer Herkunft, der den wesentlichen Teil seiner Karriere beim RC Lens verbrachte und viermal für das französische Nationalteam auflief.

## Vereinskarriere
Der 166 Zentimeter große Smid wuchs in seinem Heimatland Ungarn auf und war 18 Jahre alt, als er für den Klub Attila FC Miskolc 1933 in der obersten Fußballliga des Landes debütierte. Der Spieler, der sowohl im Mittelfeld als auch gelegentlich im Sturm aufgeboten wurde, trat mit seiner Mannschaft im Jahr 1934 eine Frankreichreise an und bestritt am 7. Oktober 1934 ein Testspiel gegen den dortigen Zweitligisten RC Lens. Weil die Reise unerwartet hohe Kosten mit sich brachte und der Verein vor dem finanziellen Kollaps stand, wurde er für eine Ablösesumme von 13.000 Francs an Lens abgegeben, was der Fußballer vor dem Hintergrund der vergleichsweise sehr hohen Verdienstmöglichkeiten in Frankreich sofort annahm. 
Zu einer Zeit, in der Ein- und Auswechslungen noch nicht möglich waren, etablierte sich der zum Zeitpunkt des Wechsels 19-Jährige schnell im Kader und erhielt einen Stammplatz, den er in den nachfolgenden Jahren verteidigte. 1937 gelang ihm mit Lens der Gewinn der Zweitligameisterschaft und der damit verbundene Aufstieg in die höchste Spielklasse. Er zählte zu den Leistungsträgern eines Teams, das sich in der ersten Liga halten konnte und 1939 sogar den Sprung auf den siebten Tabellenplatz schaffte. Am 2. März desselben Jahres nahm Smid knapp fünf Jahre nach seiner Ankunft in Frankreich die französische Staatsbürgerschaft an. Im Spätsommer 1939 erlebte er den Beginn des Zweiten Weltkriegs, der zur Einstellung des offiziellen Spielbetriebs führte und für Lens lediglich die Teilnahme an der inoffiziell weitergeführten Austragung der Meisterschaft zuließ. Der Spieler mit dem Spitznamen „Siklo“ konnte anders als viele Kollegen seine Laufbahn fortsetzen und stand im gesamten Verlauf der Kriegsmeisterschaften im Kader von Lens, wobei ihm 1943 mit dem Gewinn der Nordgruppe der erste Titelgewinn in der ersten Liga gelang. Im selben Jahr wurden die Vereine durch Équipes fédérales ersetzt, wobei Smid seinem Klub mit der Zugehörigkeit zur ÉF Lens-Artois faktisch treu blieb. Mit dieser konnte er 1944 ein weiteres Mal den Titel im Norden gewinnen und durfte ab der Saison 1944/45 wieder im Trikot des Stammvereins RC Lens antreten. 
Als 1945 der reguläre Spielbetrieb wieder aufgenommen wurde, erhielt der damals 30-Jährige mit seiner Mannschaft die Spielberechtigung für die wieder offizielle erste Liga und war dort weiterhin als Stammspieler gesetzt. Nachdem er 1947 den Abstieg zurück in die Zweitklassigkeit nicht abwenden konnte, trat der Nationalspieler den Gang in die zweite Spielklasse an. 1949 wurde er zum zweiten Mal Zweitligameister und kehrte somit in die Eliteklasse des französischen Fußballs zurück. Allerdings wurde er während der Saison 1949/50 weitgehend aus der ersten Elf verdrängt und beendete 1950 mit 35 Jahren nach 117 Erstligapartien mit 12 Toren, 134 Zweitligapartien mit 24 Toren sowie weiteren inoffiziellen Erstligapartien in Frankreich und 12 Erstligapartien mit vier Toren in Ungarn seine aktive Laufbahn; in deren Verlauf hatte er 16 Jahre am Stück für Lens gespielt.

## Trainerkarriere und späteres Leben
Noch während seiner Zeit als aktiver Spieler besaß er von 1942 bis 1950 die Trainerverantwortung für die zweite Mannschaft von Lens. Anschließend war er von 1950 bis 1953 in derselben Position beim Amateurverein Stade Hénin tätig.
Im Nebenberuf war er Ende der 1940er-Jahre als Besitzer einer Kneipe mit dem Namen „Siklo’s Bar“ aktiv. Zum Zeitpunkt seines Karriereendes im Jahr 1950 wurde er bei einem Unternehmen für den Kohlebergbau eingestellt und arbeitete dort, bis er 1979 in den Ruhestand ging. Danach lebte der verheiratete, aber kinderlose Ex-Profi bis zu seinem Tod in der ländlichen Gemeinde Heilly.

## Nationalmannschaft
Nach seiner Einbürgerung im Jahr 1939 war er für die französische A-Nationalmannschaft spielberechtigt. Auf sein Debüt musste er jedoch warten, bis er am 8. April 1945 mit 29 Jahren bei einer 0:1-Niederlage in einem Freundschaftsspiel gegen die Schweiz aufgeboten wurde. Im Lauf des Jahres wurde er für weitere Freundschaftsspiele berücksichtigt und bestritt am 15. Dezember 1945 bei einem 1:2 gegen Belgien das letzte von vier Länderspielen, in denen er jeweils ohne Torerfolg blieb.